# Paul Hoffmann (acteur)
Pour les articles homonymes, voir Hoffmann et Paul Hoffmann.
Paul Hoffmann, né le 25 mars 1902 à Düsseldorf (Allemagne) et mort le 2 décembre 1990 à Vienne (Autriche), est un acteur allemand,.

## Biographie
Paul Hoffmann est apparu dans plus de soixante films, de 1937 à 1990.
De 1968 à 1971, Hoffmann fut directeur du Burgtheater à Vienne.

## Filmographie sélective

### Comme acteur
- 1937 : Meine Freundin Barbara
- 1937 : Wenn Frauen schweigen
- 1940 : Bismarck
- 1942 : Die Entlassung
- 1949 : La Chair (Der Ruf)
- 1949 : Liebe 47
- 1954 : Bildnis einer Unbekannten
- 1959 : Die ideale Frau
- 1959 : Chiens, à vous de crever !
- 1959 : Kein Mann zum Heiraten
- 1970 : 11 Uhr 20 : Johnston (série télévisée)

### Comme réalisateur
- 1963 : Hedda Gabler (téléfilm)
- 1967 : Moral (téléfilm)
- 1984 : Wie war das damals? (téléfilm)

## Récompenses et distinctions
- Commandeur de l'ordre du Mérite de la République fédérale d'Allemagne
- 1977 : Anneau d'Albin Skoda
- Anneau d'honneur de la ville de Vienne
- Médaille Kainz